# Newburgh, New York
Newburgh är en stad i Orange County i delstaten New York  i USA. Staden ligger 97 km norr om New York vid Hudsonfloden. Newburgh har 28 358 invånare (2014).

## Kända personer från Newburgh
- Andrew Jackson Downing, hortikultör